# Roberto Strauss
Roberto Strauss (24 giugno 1954) è un ex nuotatore messicano.

## Biografia
Ha frequentato l'Università di Miami con una borsa di studio per il nuoto.
Ha gareggiato ai Giochi della XX Olimpiade di Monaco di Baviera, ai 
Maccabiah Games del 1969 a Tel Aviv, dove ha vinto la medaglia d'oro.
Nell'edizione successiva, tenutasi nel 1973 ha vinto tre medaglie di bronzo.